# Gran Stour
El Gran Stour (pronunciat /ˈstaʊər/) —en anglès Great Stour— és un riu que circula pel comtat de Kent, Anglaterra fins a desembocar a la mar del Nord, per la badia de Pegwell, amb una direcció predominant SO-NE. Aquest nom el feien servir els habitants de la contrada des de Plucks Gutter en avall, per a distingir-lo del seu afluent el Petit Stour, però com que a Anglaterra hi ha molts rius amb aquest mateix nom, la tendència actual és a donar aquest nom a tot el seu recorregut. En el tram superior, abans de rebre les aigües dels seu afluent el Stour de l'Est se l'anomena Stour de l'Oest o Gran Stour Superior.
Aquest riu té la segona conca hidrogràfica més gran de Kent, la primera és la del Medway. La part baixa està sotmesa a l'efecte de les marees. Antigament desembocava al canal del Wantsum, una important ruta de navegació cap a l'interior de l'illa de la Gran Bretanya, que va quedar tapat a l'edat mitjana. El braç format pels sediments, al davant de Sandwich, es va obrir al segle xviii per fer una entrada navegable més directa, és l'anomenat Stonar Cut.

## Recorregut

### Curs alt

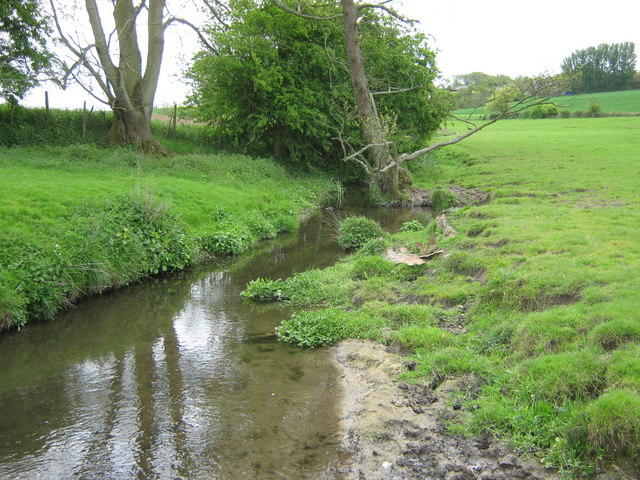
El Gran Stour a prop del seu naixement.

La font on neix aquest riu està a prop de la vila de Lenham (Kent), a poca distància del riu Len, un afluent de riu Medway. Aquesta deu està en un punt elevat proper als turons dels North Downs. Al començament el riu pren direcció sud-est per una vall estreta en paral·lel als turons i a la carena del Greensand que està al sud, llavors travessa la carena a prop de Hothfield, per una vall ampla. Tres petits rierols s'uneixen al Gran Stour pel nord, procedents dels North Downs. En aquest punt hi ha construïts uns murs de protecció contra les crescudes que fan que el riu ocupi tota la plana com si fos un llac, en lloc d'anar a parar al Medway, que està a només 100 metres al sud. Quan això passa es pot fer servir un embarcador. El riu gira després cap al nord-est passant per la vila de Great Chart, en direcció cap a la mar.
A la part baixa d'un pujol anomenat East Hill, en el territori municipal d'Ashford, les aigües del Stour de l'Est conflueixen amb les del Gran Stour.

### Curs mitjà

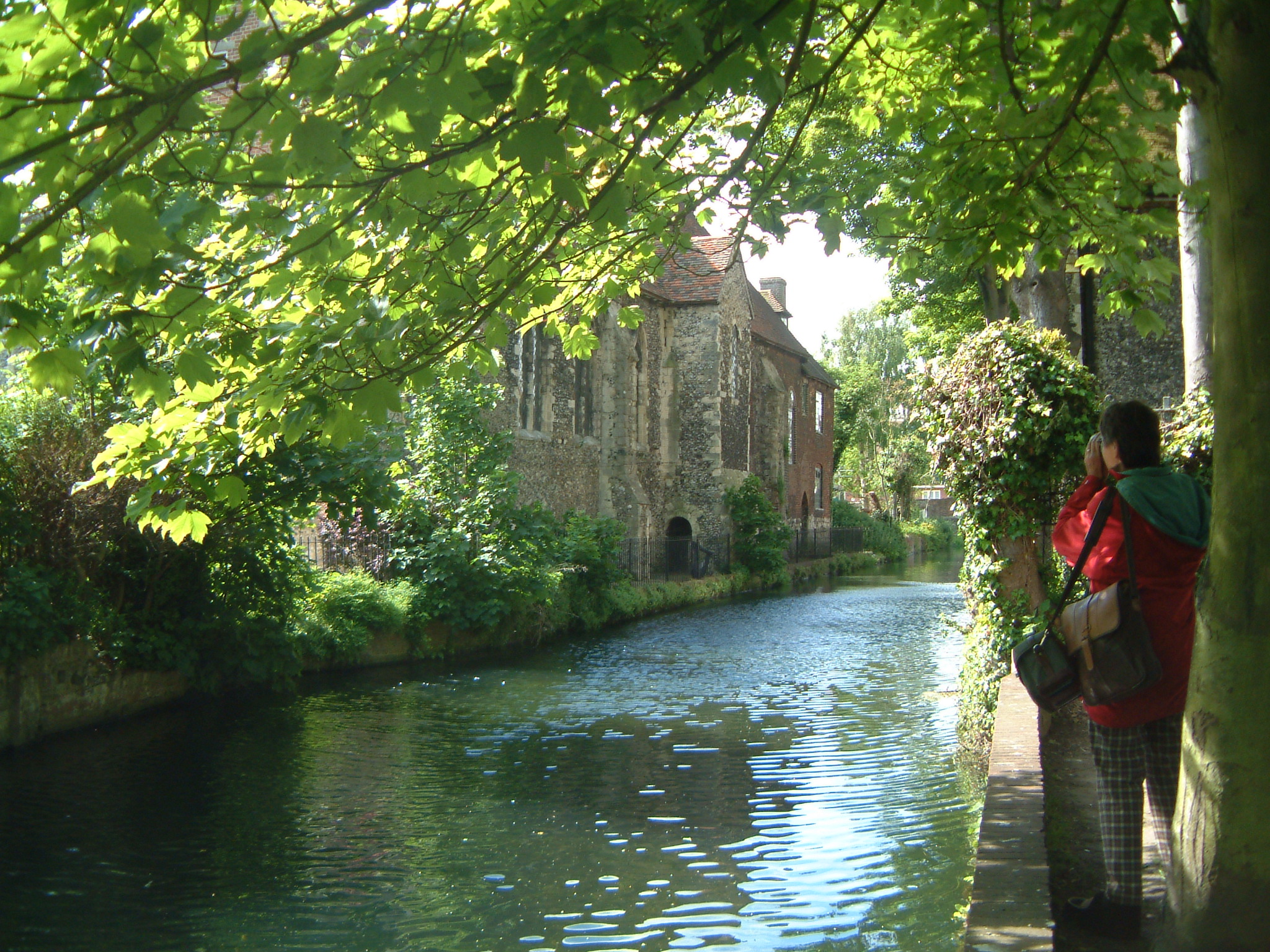
A Canterbury, davant del convent dels dominics.

La vila d'Ashford marca el començament del curs mitjà del riu, que coincideix amb antics camins que el creuen. A Ashford les aigües del riu serveixen per regar l'anomenat Corredor Verd d'Ashford.
Passat Ashford, el Stour travessa els North Downs i durant força recorregut no té cap tributari, fins que es troba amb el Brook, un torrent que se li uneix per la riba dreta, quan manquen 24 km per arribar a Canterbury. En aquest tram passa per les viles de Wye, Chilham i Chartham, a Wye hi ha un gual on és possible travessar-lo.
La històrica ciutat de Canterbury està situada en la confluència de quatre branques d'una via romana, la Watling Street que unia aquest lloc amb els ports de la costa de Kent: Lympne, Dover, Richborough i Reculver. Dins de Canterbury el riu es divideix en dos canals, l'un que passa pel centre de la ciutat i l'altre pel nord de les antigues muralles. Els dos canals es tornen a unir a l'est de Canterbury, abans d'arribar a Fordwich, que va ser el port fluvial de la ciutat i que és actualment el punt en què el riu queda sotmès a l'acció de les marees.
Més enllà de Fordwich, el riu passa per unes canteres de grava abandonades i per un canyissar que és la reserva natural de Stodmarsh. En sortir de la reserva passa per camps de conreu formant uns aiguamolls a la vora del riu, les quals creua per l'àrea d'acampada anomenada Grove Ferry, a prop del llogaret d'Upstreet.
En arribar a un altre poble, Plucks Gutter, el segon afluent més gran entra, és el Petit Stour, que té 30,4 km de llarg i en el seu naixement és un torrent anomenat Nailbourne.

### Curs baix

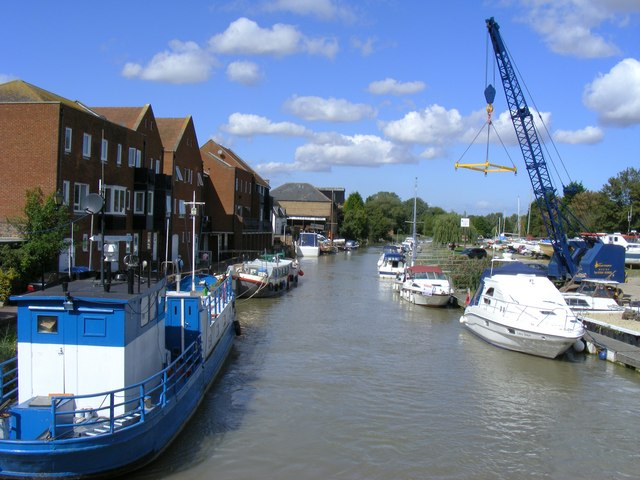
El Gran Stour a Sandwich.

En el curs baix el Gran Stour es diu simplement Stour. Hi ha dos nuclis de població que formen part de la parròquia civil de Stourmouth (Oest i Est), que marquen el punt on aquest riu es desvia pel canal de Wantsum, una via que el feia comunicar amb la mar i que va ser emprada durant centenars d'anys fins que els llims dipositats el van convertir en un canal de reg. En aquest lloc rep les aigües del tercer afluent més llarg, el Sarre Penn (també dit Fishbourne Stream) que no desguassa directament al riu sinó al canal de Wantsum.
Aquí el riu gira vers el sud cap a Sandwich, i després torna cap al nord abans de desguassar al canal de la Mànega per la badia de Pegwell. Una construcció anomenada Stonar Cut dona accés a la mar des de Sandwich i evita circumnavegar aquesta població per pujar riu amunt.
Des de Fordwich fins a la mar els marges del riu estan acompanyats de maresmes. La majoria estan localitzades en el que va ser el llit del canal de Wantsum, però les del sud estan darrere la línia de dunes, els Sandwich Flats. Aquests marjals estan travessats per séquies de drenatge. Les principals maresmes són les de Chislet, situades dins l'antic estuari de riu; les de Wade, a l'oest de Birchington; i les d'Ash Level.

### Stonar Cut

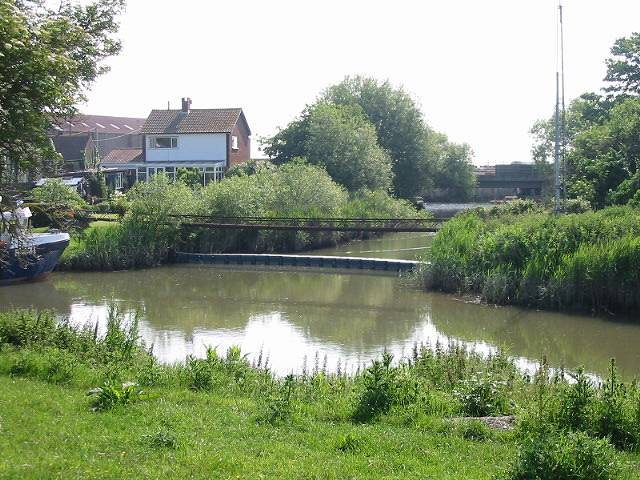
Stonar Cut, travessat per un pont de la carretera A256.

A mitjan segle xviii el govern es va plantejar fer alguna cosa per tal de resoldre els problemes de les inundacions en el tram baix del riu. L'acció de la marea havia donat lloc a la formació un braç de dipòsits a l'acabament de l'estuari. El 29 de novembre del 1774 el parlament va aprovar una llei que decretava fer un trencament en aquesta barrera de terra en el punt més estret, a Stonar. Aquesta obra es va anomenar Stonar Cut, i va incloure una resclosa situada en el mig coll, que va estar enllestida el 1776.
Durant la primera guerra mundial es va construir en secret un port nou a Richboroug que tingués capacitat per mobilitzar un gran contingent de tropes i armament. Al voltant del Stonar Cut es van afegir plataformes de desembarcament i la línia de ferrocarril East Kent Light Railway es va allargar fins a aquest port. Actualment ja no queda res d'aquella construcció militar, que es va desmantellar perquè recuperés el seu estat natural.

## Afluents
| AFLUENT                    | LLARGADA | NAIXEMENT                | CONFLUÈNCIA   |
| -------------------------- | -------- | ------------------------ | ------------- |
| Stour de l'Est             | 16,6 km  | Postling                 | Ashford       |
| Aylesford Stream           | 5,5 km   | Sevington                | Ashford       |
| Ruckinge Dyke              | 7,9 km   | Hamstreet                | Willesborough |
| Whitewater Dyke            | 5,6 km   | Shadoxhurst              | Ashford       |
| Kennington Stream          | 1,8 km   | Kennington               | Ashford       |
| Brook Stream               | 6,1 km   | Brook                    | Ashford       |
| Kennington Stream          | 23 km    | Kennington               | Ashford       |
| Petit Stour                | 14 km    | Littlebourne             | Plucks Gutter |
| Nailbourne                 | [ e ]    | Lyminge                  | Littlebourne  |
| Wingham                    | 8 km     | Ash (a prop de Sandwich) | Wickhambreaux |
| Wantsum                    | 10,8 km  | Reculver                 | Stourmouth    |
| Sarre Penn                 | 13,5 km  | Dunkirk                  | Sarre         |
| North Stream, Chislet      | 8,7 km   | Herne                    | Reculver      |
| North Stream, South Stream | 9,8 km   | Hacklinge                | Sandwich      |

## Dades històriques
Durant l'època romana i l'edat mitjana aquest riu formava part d'una ruta principal molt transitada que enllaçava Canterbury amb el continent. Fordwich va ser un port fluvial destacat emprat per a desembarcar abans que l'entrada sud del canal de la Mànega quedés taponada pels sediments.
El port de Sandwich, a la riba del Gran Stour, va ser un dels membres dels Cinque Ports, cosa que indica la importància i el nivell de transit que tenia.
L'any 1831 Joseph Priestley va escriure Història dels rius navegables, canals i ferrocarrils. En aquesta obra hi havia una secció dedicada al Stour on descriu el seu recorregut i les obres fetes fins a aquella data per la millorar la navegabilitat més una descripció del serveis del nou port.

## Aprofitament
Molins
Les aigües del Stour i els seus afluents han estat aprofitades durant segles com a font d'energia de diferents maneres: per donar impuls a molins de farina, per moure batans, fabricar paper i per impulsar generadors elèctrics. Molts d'aquests molins s'han reconvertit en cases i només dos segueixen en funcionament industrial.
Comunicacions
Aquest riu ha estat el model que va indicar la millor ruta per on s'havia d'obrir pas tant els camins com el ferrocarril. El Watling Street era un camí que unia l'antiga Rutpiae (Richborough) amb Canterbury cap al sud passant per la mateixa escletxa en els North Downs que fa servir el Stour. El ferrocarril enllaça Canterbury amb l'illa de Thanet i amb Ashford; la carretera A28 segueix la mateixa ruta.
Hi ha un camí per a vianants i excursionistes, que va per la vora del Stour durant 82,4 km.
Pesca
Es practica la pesca, sobretot a Plucks Gutter i a Grove Ferry. El peix més abundant és la brema, que es pesca durant la seva època de migració, entre el juny i l'octubre.

## Inundacions
Les terres baixes on està la ciutat de Canterbury són propenses a quedar inundades durant les crescudes del riu. Aquest risc ha quedat reduït amb la intervenció d'un organisme anomenat Stour Internal Drainage Board que va fer actuacions en la zona de recaptació d'aigua, abans d'arribar a la ciutat.

## Contaminació
El 2006, es va trobar un peix mascle amb atributs femenins probablement a causa d'haver estat exposat als abocaments del riu a prop d'Ashford. Es va descobrir que els estrogens entraven al riu procedents de les aigües residuals de Bybrook.
L'any 2009, la companyia Southern Water va iniciar obres per valor de 4,2 milions de lliures, per fer un tractament d'aigües residuals a Lenham que millorarien el sistema existent per complir amb l'estàndard d'exigència més elevat. S'ha plantat un canyissars, que conté més de 7.500 canyes, les quals ajudaran a netejar a 4,3 milions de litres d'aigües residuals corresponents als litres emprats cada dia per més de 3.600 persones.
L'any 2017 l'empresa Marine Group, amb seu a Cardiff, va començar a treballar amb una màquina de drenatge per injecció en la zona entre Sandwich i Richborough per eliminat els sediments acumulats.